# Дібра (округ)
Дібра (алб. Rrethi i Dibrës) — один з 36 округів Албанії у східній частині країни.
Округ займає територію 761 км² й належить до області Дібра. Адміністративний центр — місто Пешкопія.
Незважаючи на близькість до Македонії, з якою округ межує на сході, населення достатньо гомогенне. На території округу проживає деяка кількість македонців.
Близько 90 % населення — мусульмани, македонці — православні. Багато жителів мають родичів у Македонії. 

## Адміністративний поділ
Територіально округ Дібра розділено на місто Пешкопія і 15 громад: Арраш, Фуше Чіден, Кала Доде, Кастріот, Лура, Лужні, Макеллара, Мелан Мухур, Кендер Томін, Селіште, Сллова, Залл Дарда, Залл Реч.